# كهف نوليت
كهف نوليت (بالفارسية:  Grotte de Naulette) هو كهف كبير على الضفة اليسرى من نهر ليسي، أحد روافد نهر الميز في التلال فوق دينانت، بلجيكا. في عام 1866م اكتشف عالم الأحافير البلجيكي إدوارد دوبون فكًا سفليًا بشريًا مجزأ وغير مكتمل في الكهف، وموجود الآن في متحف التاريخ الطبيعي في بروكسل.